# Подела музике
Музика се може поделити и класификовати у више категорија и поткатегорија, јер су доле поменуте категорије утицале једна на другу, мешале се и комбиновале, те су тако временом настајале нове и нове поткатегорије. Подела на основне категорије врши се према:
1. Средству којим се музика изводи:
- Вокална музика - изводи је људски глас, било соло или у хору. Основни људски гласови су: сопран, алт, тенор и бас. Пример за вокалну музику је хорска а капела музика.
- Инструментална музика - настаје свирањем на музичким инструментима. Она се потпуно осамостаљује у периоду барока (крај 16. и почетак 18. века), јер је у средњем веку и ренесанси превласт имала вокална музика. Од 1750. године до данас, инструментална музика заузима примат. Ту спадају: Симфонија, Концерт, Соната, Свита, Фуга...
- Вокално-инструментална музика - настаје када се пева уз пратњу музичких инструмената. Ту спадају Опера, Оперета, Ораторијум, Реквијем, Кантата, Химна, Мотет, Мадригал, Корал, Канон итд.

2. Наслову, тј. садржају композиције:
- Програмска музика – у њој се тонски слика (садржај): разне појаве у друштву и природи (битке, таласи мора, жубори потока, река и сл.). Ова врсту музике композитори компонују према неком садржају и програму из литературе: прича, легенда, догађај или нека замисао; сликарства или неке сличне уметности. С обзиром да су вокалне композиције везане за текст и да имају наслов, убрајају се у програмску музику. Програмска музика се највише стварала у другој половини 19. века. Најзначајнија дела из ове области су: Пер Гинт од Грига, Моја домовина (шест симфонијских поема) од Сметане, Слике с изложбе од Мусоргског, итд.
- Апсолутна музика – за разлику од програмске музике, апсолутна музика користи чисто музичка средства. Дела апсолутне музике најчешће носе назив према својој музичкој форми: Песма, Рондо, Прелудијум, фуга, Симфонија, Концерт, Варијације или по темпу у ком се изводи композиција: Адађо, Модерато, Алегро, Престо итд. Ове композиције често уз наслов имају и број, опус.

3. Жанровима (итал. generi musicali - везано; енгл. genres of music), тј. музичким врстама (музика која има иста стилска обележја). Треба знати да су сви ти жанрови утицали један на другог, да су се мешали и комбиновали и да су тако временом настајали опет нови поджанрови. Рецимо, на рок музику утицали су многи жанрови као што су блуз, фолк, џез, па чак и класична музика. Добри познаваоци музике могу тачно да дефинишу чији утицај се осети у поједином жанру.
Поменимо само мали део музичких жанрова:
- Класична музика
- Забавна музика
- Народна музика
- Фолк музика
- Џез музика
- Блуз музика
- Поп музика
- Рок музика
- Фанк музика

4. Историјским епохама - у музици је то начин музичког мишљења неког доба или појединца у њему. Тако постоји музика:
- Антике - 1500. п. н. е. - 476. а.д.
- Средњег века (476—1400)
- Ренесансе (1400—1600)
- Барока (1600—1750)
- Класицизма (1730—1827) 
- Романтизма (1815—1910)
- Импресионизма (1860—1960)
- Савремена музика, 20. век и 21. век - музика која одражава дух и темпо живота нашег времена, али и његове противречности. 

5. Религијској основи:
- Литургијска - сакрална музика (лат.  = свети; итал. musica sacra) - је црквена музика која развија верска осећања и побожност. У њој се приказују догађаји из Библије. То су хорске композиције које се певају а капела на богослужењу. Основне форме сакралне музике средином 15. века (ренесанса) биле су: миса, мотет, мадригал. Литургијску музику писали су многи српски композитори: Стеван Стојановић Мокрањац (Литургија и Опело у фис-молу), Коста Манојловић (Литургија, Опело, Божићна ноћ, Псалм 137), Јосиф Маринковић (Литургија за мешовити хор, Опело итд.).
- Световна или профана музика (лат. profan што значи нецрквени, несвети; итал. musica profana) - је не-верска музика (светован значи бити одвојен од религије) која се развијала у народу. То је била музика путујућих музичара (жонглера, шпилмана, трубадура, трувера), који су користили лако преносиве музичке инструменте: бубањ, харфа, блок-флаута и гајде. Код нас су се звали гудци, свиралници и скомраси. Њихову делатност (музику, тематику песама и инструменте) црква није одобравала. Певали су о љубави, тежњи за срећним животом, политичке сатире, игре и драмска дела. Ова врста музике развила се у средњем веку. Ту спада Мадригал.

6. Начину извођења: 
- Живо извођење - је вокално, инструментално или вокално-инструментално извођење које има далеко већи емотивни набој од фиксираног извођења.
- Фиксирано или снимљено извођење - је чиста репродукција музике преко музичких медија и механичких (електронских) уређаја за репродукцију слике и звука (грамофон, касетофон, радио, ТВ, видео, YouTube, CD...).

## Како се могу изводити све категорије музике
Зависно од броја извођача, све три поменуте категорије музике могу се изводити као:
- Дуо, када певају или свирају двоје. 
  - Постоје инструментални састави састављени од два инструмента. Ако су оба инструмента равноправна, онда се ради о камерној музици. Тај састав зовемо камерни дуо. Ако један инструмент доминира над другим, онда се ради о солистичкој музици.

- Трио, када певају или свирају троје.
- Квартет, када певају или свирају четворо и тако даље...
- Хор је састав у коме пева више од осам певача у групи. Хорске композиције без инструменталне пратње зову се а капела.
- Оркестар, када инструменталисти свирају заједно, у групи.